# Stadt Hoym/Anhalt
Stadt Hoym/Anhalt ist ein Ortsteil der Stadt Seeland im südwestlichen Salzlandkreis in Sachsen-Anhalt (Deutschland).

## Geografische Lage
Die Stadt Hoym liegt im nördlichen Harzvorland an der Selke, etwa 12 Kilometer westlich von Aschersleben. Sie hat eine eigene Anschlussstelle an die vierspurige Bundesstraße 6, seit 2011 Bundesautobahn 36.

## Geschichte
Hoym wurde im Jahr 961 erstmals urkundlich erwähnt. Bodenfunde aus frühgeschichtlichen Zeiten zeigten bereits frühere Besiedlungen an. Die Schreibweise wechselt im Laufe der Jahrhunderte von Hahem, Hohem, Hogem, Hoygem, Hoygem,minor Hoiem für Klein-Hoym. Neben Hoiem, Hoymb bis schließlich seit dem 16. Jahrhundert Hoym. Am 10. November 1195 wird das hier ansässige Rittergeschlecht mit Cuno de Hoym zuerst erwähnt.
Vom Jahre 1543 ist bekannt, dass Hoym Stadtrecht erhielt. Damit wurde auch die Brauereigerechtigkeit erlangt. Im Dreißigjährigen Krieg wurde Hoym sowohl von den kaiserlichen Regimentern als auch von den Schweden besetzt.
An der Pest starben im Jahr 1626 in Hoym 500 Menschen, 1636 waren es nochmals 140.

### Residenzstadt
Ab 1721 war Hoym Residenzstadt des Fürstentums Anhalt-Bernburg-Hoym. Aus dieser Zeit stammt das Schloss Hoym. In ihm ist heute die größte Behinderteneinrichtung des Landes Sachsen-Anhalt untergebracht. Ebenfalls war Hoym bis 1850 Sitz des Amtes bzw. Justizamtes Hoym.

### 20. und 21. Jahrhundert
Während der Zeit des Nationalsozialismus wurden mindestens 260 Bewohner der damaligen Landes-Siechenanstalt Hoym in der Euthanasieanstalt Bernburg ermordet.

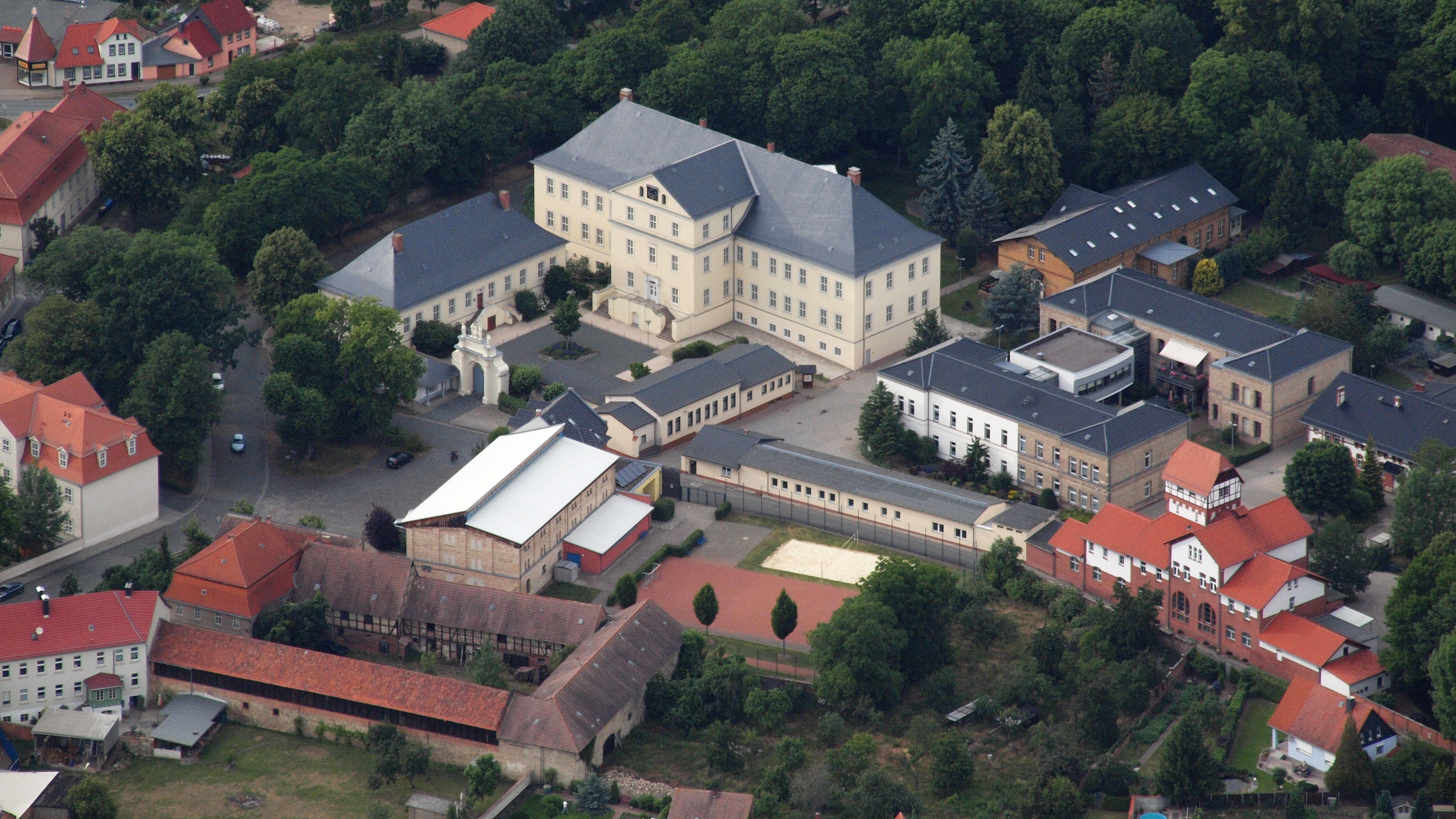
Schloss Hoym, Luftaufnahme (2015)

Hoym bildete zusammen mit vier weiteren Orten am 15. Juli 2009 die neue Gemeinde Seeland.
Am 1. Juli 2014 ist das neue Kommunalverfassungsgesetz des Landes Sachsen-Anhalt in Kraft getreten. In dessen §14 (2) wird den Gemeinden die Möglichkeit gegeben, den Ortsteilen, die vor der Eingemeindung Städte waren, diese Bezeichnung zuzuerkennen. Die Stadt Seeland hat von dieser Regelung Gebrauch gemacht. Ihre neue Hauptsatzung ist mit Wirkung vom 8. September 2015 in Kraft getreten. Im §1 (2) werden die Ortsteile mit ihren amtlichen Namen aufgeführt.
Auf Grund des § 10 i. V. m. §§ 8 und 45 Abs. 2 Nr. 1 Kommunalverfassungsgesetz des Landes Sachsen-Anhalt (KVG LSA) vom 17. Juni 2014 (GVBl. LSA S. 288) hat der Stadtrat der Stadt Seeland in seiner Sitzung am 6. Dezember 2016 folgende 1. Änderungssatzung zur Hauptsatzung beschlossen: Die Stadt Hoym trägt den Zusatz „Anhalt“. Somit heißt es jetzt „Stadt Hoym/Anhalt“.

### Einwohnerentwicklung
| Jahr      | 1861 | 1880 | 1900 | 1939 | 1970 | 2004 | 2007 | 2020 |
| --------- | ---- | ---- | ---- | ---- | ---- | ---- | ---- | ---- |
| Einwohner | 2470 | 2918 | 3375 | 3853 | 3971 | 2687 | 2570 | 2255 |

## Religion

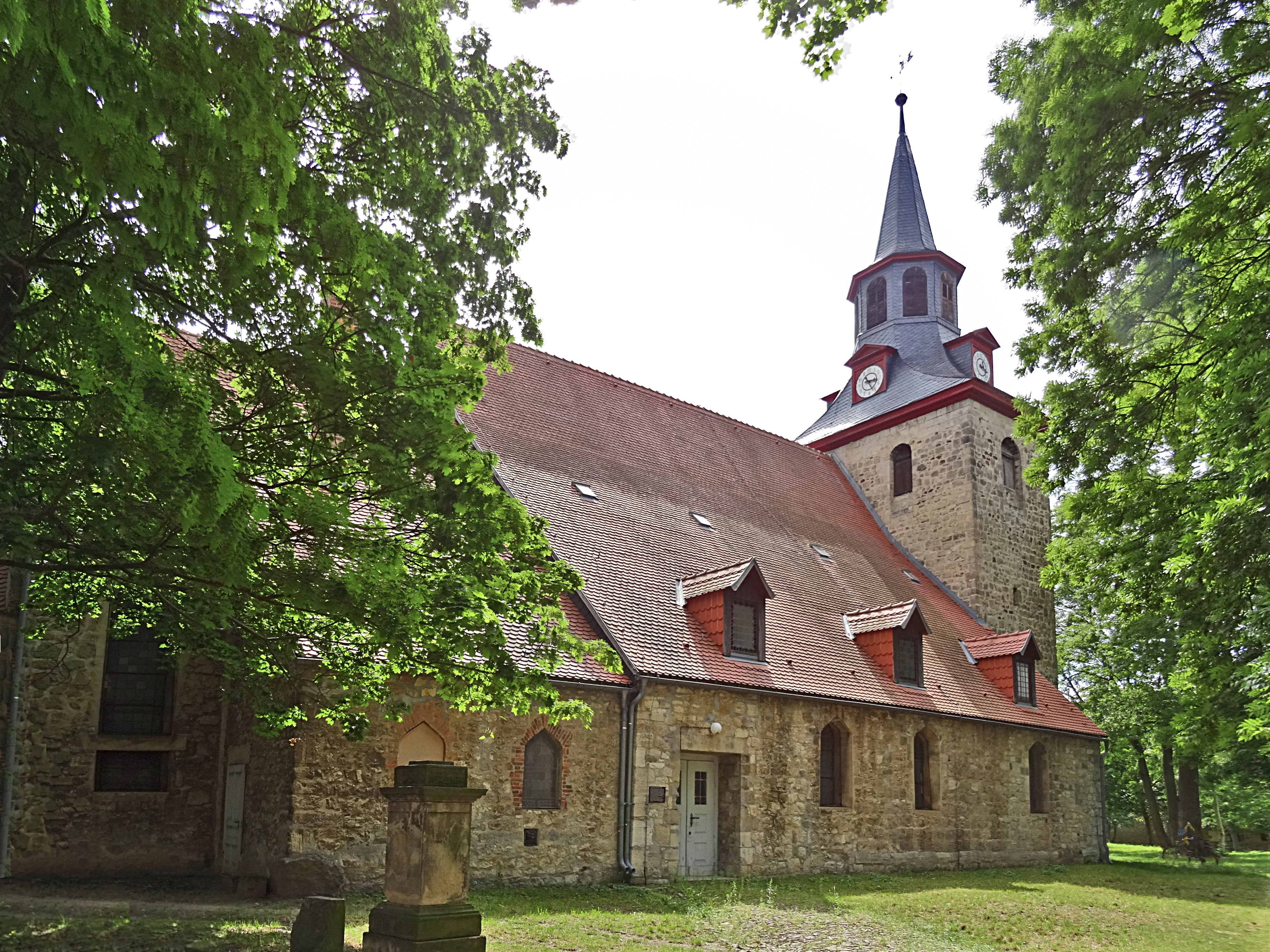
Ev. Stadtkirche St. Johannis

Hoym gehörte zum Archidiakonat Gatersleben des Bistums Halberstadt. Im 16. Jahrhundert wurde Hoym durch die Reformation protestantisch geprägt.
Die einzige Kirche in Hoym ist die St.-Johannis-Kirche, sie stammt noch aus vorreformatorischer Zeit und ist nach Johannes dem Täufer benannt. Ihre Kirchengemeinde gehört zum Kirchenkreis Ballenstedt der Evangelischen Landeskirche Anhalts.
In der zweiten Hälfte des 19. Jahrhunderts zogen wieder Katholiken nach Hoym. Die Braunkohleindustrie in Nachterstedt sowie die Ziegelei in Hoym boten Arbeitsplätze. Die Katholiken gehörten zunächst zur Pfarrei St. Bonifatius (Bernburg), später zur 1904 gegründeten Kirchengemeinde Königsaue, und ab 1926 zu Ballenstedt. Von 1933 an wurde für die Insassen der Pflegeanstalt Hoym gelegentlich katholischer Gottesdienst in der Friedhofskapelle der Anstalt durch Geistliche aus Ballenstedt gehalten, an denen auch Katholiken aus Hoym und Umgebung teilnehmen. Nachdem sich durch Flucht und Vertreibung die Zahl der Katholiken im Raum Hoym vergrößert hatte, fanden ab Juni 1945 abwechselnd katholische Gottesdienste in Hoym und Reinstedt statt. 1947 erfolgte in Hoym die Gründung einer eigenen katholischen Kirchengemeinde. In Hoym und Reinstedt wohnten damals rund 900 Katholiken. 1957 wurde der Saal der Gaststätte Lindengraben an der Grabenstraße angemietet und zu einer Kapelle umgestaltet, die bis 1975 bestand. Da die Kuratie Hoym 1964 nur noch 300 Katholiken umfasste, wurde sie ab 1965 wieder von Priestern aus Ballenstedt betreut. 1975 folgte in der Sakristei der evangelischen St.-Johannis-Kirche die Einrichtung einer katholischen Kapelle. Inzwischen wurde die Kapelle wieder aufgegeben, Katholiken in Hoym gehören heute zur Pfarrei Aschersleben.

## Politik

### Gemeinderat
Der Gemeinderat aus Hoym setzte sich zuletzt aus 14 Ratsmitgliedern zusammen.
- Die Linke: 5 Sitze
- CDU: 4 Sitze
- FDP: 3 Sitze
- SPD: 1 Sitz
- DSU: 1 Sitz

(Stand: Kommunalwahl am 13. Juni 2004)

### Wappen
| | Blasonierung: „In Silber ein aufgerichteter schwarzer Bär, der einen schwarzen Schild mit drei goldenen Schräglinksbalken hält.“ |
| Wappenbegründung: Die Farben der ehemaligen Stadt Hoym wurden 1896 vom anhaltischen Staatsministerium mit Schwarz - Gelb (Gold) bestimmt. Die ältesten bekannten Siegel stammen aus der Mitte des 17. Jahrhunderts. Das Recht zum Führen eines Ratssiegels besteht seit der Stadterhebung von 1543 durch den Fürsten Wolfgang von Anhalt. Außerdem als Schildhalter aus dem oberen Schildrand wachsend ein schwarzer Bär. Die drei Balken auf schwarzem Grund entstammen dem Wappen des Stiftes Quedlinburg, während der Bär anhaltisches Wappenzeichen ist. | |

### Partnerschaften
Der Ortsteil Hoym unterhält Partnerschaftsbeziehungen zur Gemeinde Hatten (Niedersachsen).

## Sehenswürdigkeiten und Gedenkstätten

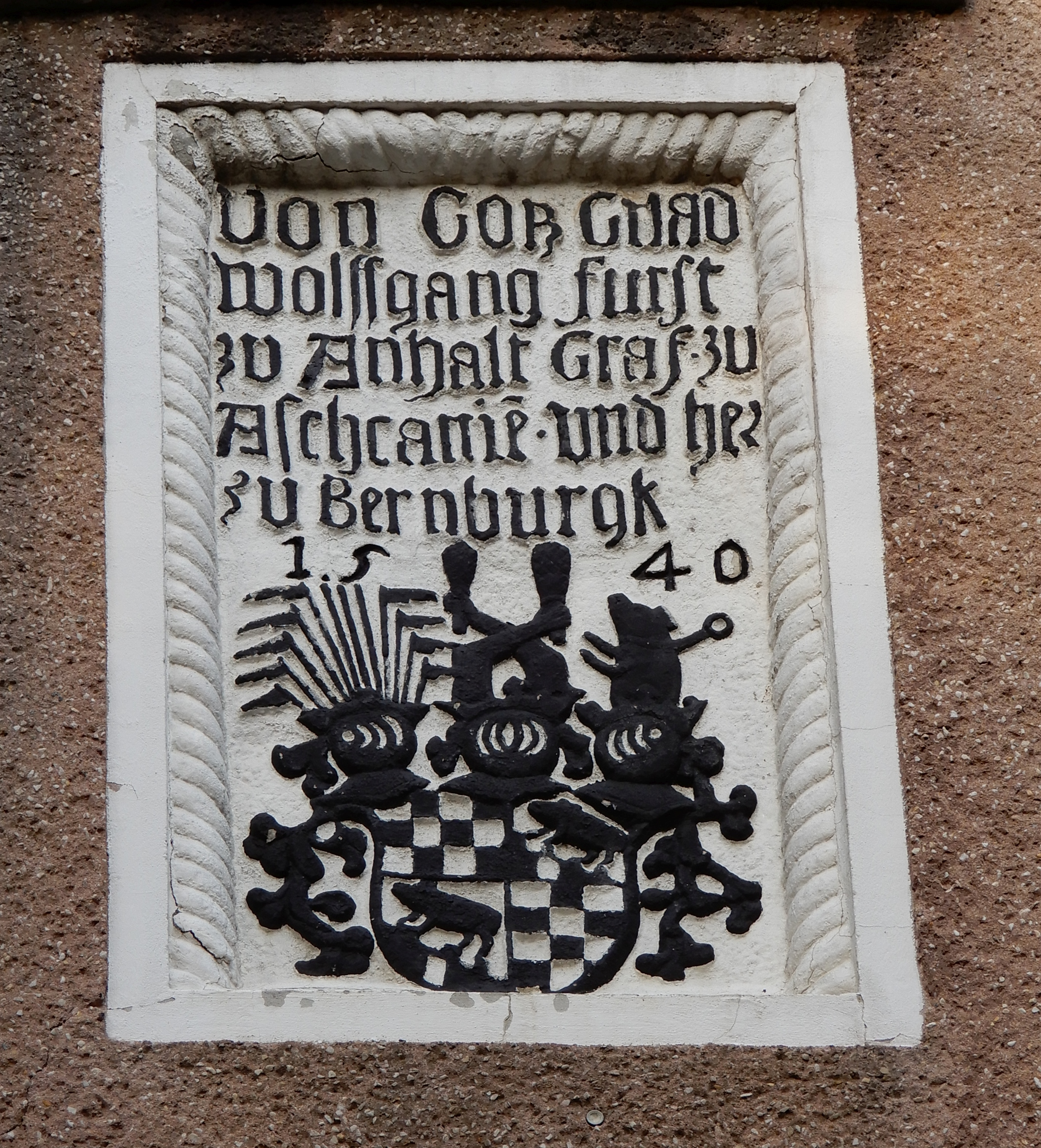
Inschrift am Rathaus

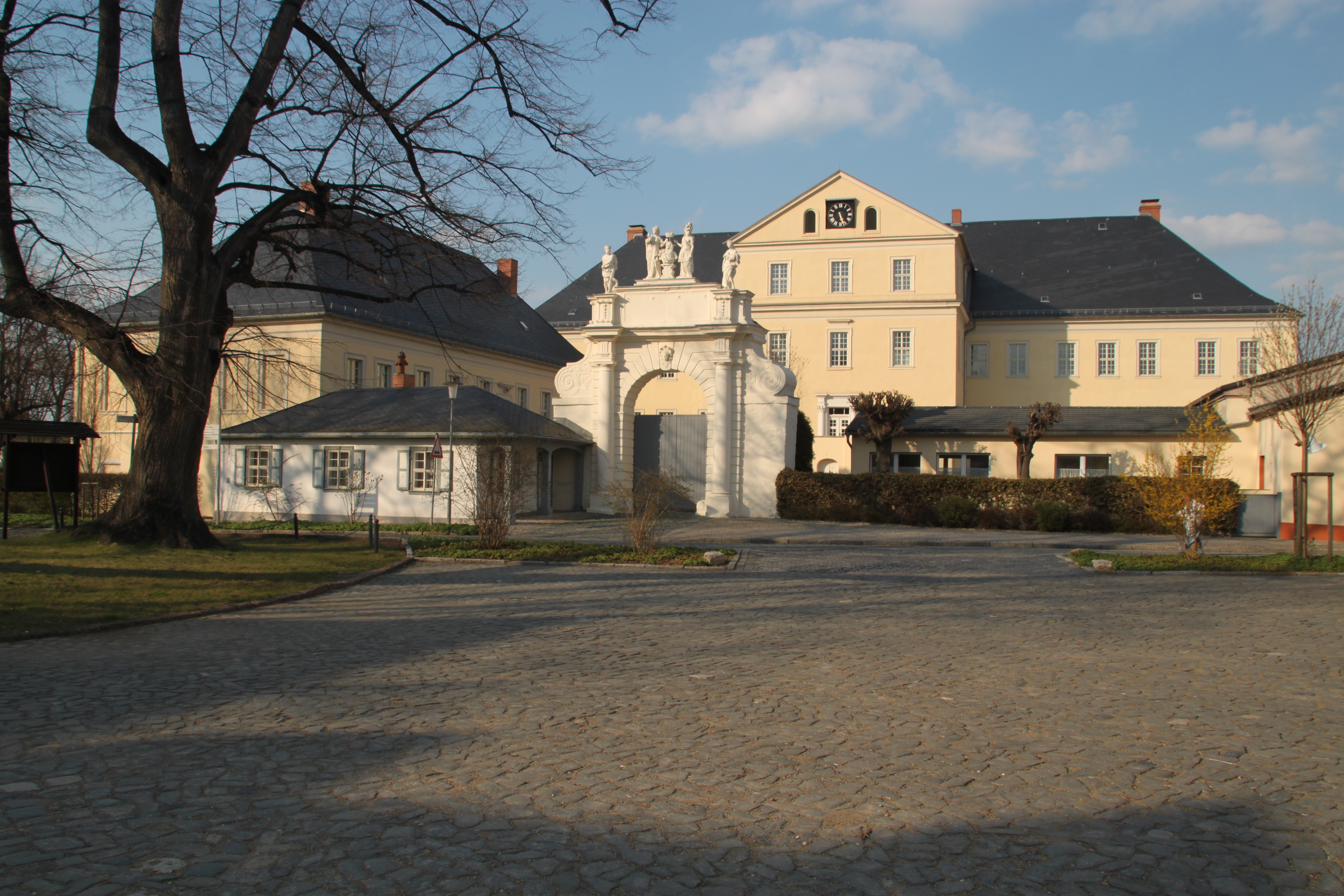
Schloss Hoym

- St.-Johannis-Kirche mit alter Taufschale, ältestem Kirchenbuch Hoyms um 1300, Orgelneubau von 1882
- Rathaus am Rathausplatz 1, erbaut 1864/65, 1902 umgebaut, Inschrift mit Wappen auf der Straßenseite (1540)
- Schloss Hoym
- Sammelgrab und Gedenkstein auf dem Ortsfriedhof für 18 KZ-Häftlinge, die im April 1945 bei einem Todesmarsch aus dem KZ Langenstein-Zwieberge, einem Außenlager des KZ Buchenwald, erschossen und begraben wurden, sowie ein ebenfalls umgekommener italienischer Militärinternierter als ein Opfer von Zwangsarbeit
- Gedenkort für die ermordeten 299 Patienten der ehemaligen Landessiechenanstalt Hoym im Schlosspark in der heutigen Schloss Hoym Stiftung
- historische Judenmauer an der Hauptstraße und jüdischer Friedhof Am Gieseckenberg[8]

## Verkehr
Der Bahnhof Nachterstedt-Hoym liegt an der Bahnstrecke Halle–Vienenburg.
Der öffentliche Personennahverkehr wird unter anderem durch den TaktBus des Bahn-Bus-Landesnetz Sachsen-Anhalt erbracht. Folgende Verbindung, betrieben von der Kreisverkehrsgesellschaft Salzland, führt durch Hoym:
- Linie 140: Aschersleben ↔ Reinstedt ↔ Hoym ↔ Quedlinburg

Hoym besitzt einen eigenen Anschluss an der Bundesautobahn 36 (Braunschweig – Bernburg (Saale)).
Durch den Ort verläuft der Europaradweg R1.
Das Ultraleichtfluggelände Hoym liegt etwa 2 km südwestlich des Zentrums.

## Söhne und Töchter der Stadt
- Gottlieb Ephraim Berner (1671–1741), Mediziner
- Johann Christoph Bendler (1789–1873), Ratsmaurermeister und Politiker in Alt-Berlin (nach ihm benannt Bendlerblock und Bendlerstraße)
- Prinzessin Hermine von Anhalt-Bernburg-Schaumburg-Hoym (1797–1817), Erzherzogin von Österreich und Palatinessa von Ungarn
- Prinzessin Adelheid von Anhalt-Bernburg-Schaumburg-Hoym (1800–1820), Erbprinzessin zu Lübeck und Prinzessin zu Holstein-Oldenburg
- Karl Behm (1864–1919), Konteradmiral der Kaiserlichen Marine
- Paul Rabe (1869–1952), Chemiker und Hochschullehrer
- Alfred Bohnagen (1877–?), Handwerker, Journalist und Schriftsteller
- Walter Halbritter (1927–2003), Staatssekretär und Leiter des Amtes für Preise der DDR im Ministerrang
- Karl Wilhelm Fricke (* 1929), Publizist, Ehrendoktor der Freien Universität Berlin